# Antonio Gunter de Anhalt-Zerbst
Antonio Günther, príncipe de Anhalt-Zerbs  (Zerbst, 11 de noviembre de 1653 - Zerbst, 10 de diciembre de 1714) fue un príncipe alemán perteneciente a  la Casa de Ascania.

## Biografía
Nació en Zerbst como el cuarto (y segundo superviviente) de los hijos de Juan VI, príncipe de Anhalt-Zerbst y de su esposa Sofía Augusta de Holstein-Gottorp, hija de Federico III de Holstein-Gottorp.
Después de la muerte de su padre en 1667, Antonio Günther recibió el castillo de Mühlingen. Durante su minoría su madre, la princesa viuda Sofía Augusta, actuó como regente.
En 1669, él y su hermano mayor Carlos Guillermo comenzaron su Gran Tour y visitaron Holanda, Inglaterra, Francia e Italia; solo volvieron a Zerbst en 1672. Poco después comenzó su carrera militar y luchó en Italia contra Francia bajo el mando de Juan Carlos, conde palatino de Birkenfeld, y estuvo presente en los asedios de Oudenaarde, Grave (1674) y Philippsburg (1676). Después del Tratado de Nimega, permaneció en Italia hasta 1681, cuando regresó a Zerbst. Un año después viajó nuevamente, esta vez a Dinamarca, Suecia, Curlandia y Polonia. Bajo el mando del elector Juan Jorge III de Sajonia, luchó en la batalla de Viena (1683).
En 1689 se renovó la guerra contra el rey Luis XIV de Francia; se trasladó con las tropas de Brandenburgo a las afueras de Bonn, donde se distinguió en la batalla; para esto, el elector  Federico I de Prusia lo llamó Obersten ('El más alto'). Antonio Günther marchó en 1690 con las tropas de Brandemburgo a Brabante y se convirtió en comandante de Ath. En 1692 luchó en la batalla de Steenkerque, donde recibió cinco disparos en su brazo izquierdo. Apenas recuperado de sus heridas, recibió otro disparo en Landau, una vez más en el brazo. Ahora a cargo de un batallón, el rey Guillermo III de Inglaterra en 1694 lo nombró comandante en jefe de una brigada de 9 batallones y en 1695 le entregó el cargo de gobernador de Ath, cuya fortaleza había entregado, sin embargo, después de una valiente defensa, a Nicolas Catinat.
En 1698 fue nombrado Mayor General por el elector de Brandeburgo, y al mismo tiempo recibió el mando de unos 5000 Hülfstruppen brandemburguesas que habían actuado al servicio de la República Holandesa. En esta posición, estuvo presente en el asedio de Bonn y fue herido por una bala en el pecho. Después de tomar Bonn, fue a Brabante y se llevó a Huy. Sin embargo, su salud se vio gravemente debilitada por tantas heridas y poco después renunció a su mando.
Después de una visita a los baños de Aquisgrán, regresó de Berlín a Zerbst. En 1705, el rey Federico lo nombró teniente general.

## Matrimonio y descendencia
Alrededor de 1680, Antonio Günther comenzó una aventura con la delicada y hermosa Augusta Antonia Marschall de Bieberstein (Zerbst, 3 de marzo de 1659 - Calbe, 28 de diciembre de 1736), una dama de compañía de su madre. Ella vivía bajo el nombre de «Madame Güntherode» en Naumburg, donde el príncipe la visitaba regularmente en los cortos intervalos entre sus largos viajes. La unión solo produjo una hija:
- Antonieta "von Günthersfeld" (Naumburg, 27 de octubre de 1681 - Calbe, 16 de noviembre de 1754), casada: primero con Ernesto Segismundo de Mergenthal (m. 1708);, en segundo lugar, el 24 de septiembre de 1714, con Burchard Vollrath de Erlach (m. 1716); y en tercer lugar, el 24 de mayo de 1720, a Christian Albrecht de Platen (m. después de 1754).

Después de su regreso definitivo a casa, Antonio Günther se casó formalmente con su amada Augusta en Zerbst el 1 de enero de 1705; poco después, fue creada «Frau von Günthersfeld». Debido a que Augusta nació en la nobleza menor, el matrimonio fue morganático y su hija Antonieta, legitimada por la boda, solo pudo asumir el apellido «von Günthersfeld», el nuevo título de su madre.
La pareja vivía tranquilamente a veces en Zerbst y a veces en el castillo de Mühlingen. Dedicado durante sus últimos años a la religión, Antonio Günther murió en Zerbst sin descendientes masculinos, y su principado se fusionó nuevamente en Anhalt-Zerbst.
- Datos: Q99752